# Melanichneumon margaritae
Melanichneumon margaritae là một loài tò vò trong họ Ichneumonidae.